# Turn Back
Turn Back je tretji studijski album ameriške rock skupine Toto, ki je izšel leta 1981. Album je bil komercialno neuspešen in se ni uvrstil na letvice nikjer, razen na Japonskem. Skupno je bilo prodanih 900.000 izvodov tega albuma. Skupina je zaradi neuspešnosti tega albuma skoraj izgubila pogodbo z založbo Columbia Records. Založba je pogodbo obnovila po izdaji naslednjega albuma Toto IV.

## Seznam skladb
| Stran 1 | Stran 1                  | Stran 1                                     | Stran 1 |
| Št.     | Naslov                   | Pisec                                       | Dolžina |
| ------- | ------------------------ | ------------------------------------------- | ------- |
| 1.      | „Gift with a Golden Gun‟ | David Paich, Bobby Kimball                  | 4:00    |
| 2.      | „English Eyes‟           | Paich, Kimball, Jeff Porcaro, Steve Porcaro | 6:11    |
| 3.      | „Live for Today‟         | Steve Lukather                              | 4:00    |
| 4.      | „A Million Miles Away‟   | Paich                                       | 4:26    |

| Stran 2         | Stran 2                             | Stran 2           | Stran 2 |
| Št.             | Naslov                              | Pisec             | Dolžina |
| --------------- | ----------------------------------- | ----------------- | ------- |
| 1.              | „Goodbye Elenore‟                   | Paich             | 4:52    |
| 2.              | „I Think I Could Stand You Forever‟ | Paich             | 5:25    |
| 3.              | „Turn Back‟                         | Kimball, Lukather | 3:58    |
| 4.              | „If It's the Last Night‟            | David Paich       | 4:28    |
| Skupna dolžina: | Skupna dolžina:                     | Skupna dolžina:   | 37:43   |

## Singli
- »Goodbye Elenore« / »Turn Back«
- »If It's the Last Night« / »Turn Back« (ZDA / Evropa)
- »Live for Today« / »A Million Miles Away« (izdano na Japonskem)

## Zasedba

### Toto
- Bobby Kimball – solo vokal, spremljevalni vokal
- Steve Lukather – kitare, solo vokal, spremljevalni vokal
- David Paich – klaviature, spremljevalni vokal
- Steve Porcaro – klaviature, elektronika
- David Hungate – bas kitara, akustična kitara pri »I Think I Could Stand You Forever«
- Jeff Porcaro – bobni, tolkala

### Dodatni glasbenik
- Joe Porcaro – tolkala pri »If It's the Last Night«